# Large Island (ö i Grenada)
Large Island är en ö i Grenada. Den ligger i den nordöstra delen av landet, 50 km nordost om huvudstaden Saint George's.